# 333195 Norberto
333195 Norberto è un asteroide della fascia principale interna. Scoperto nel 2005, presenta un'orbita caratterizzata da un semiasse maggiore pari a 2,330211 UA e da un'eccentricità di 0,154011, inclinata di 1,304467° rispetto all'eclittica.
Fa parte della famiglia di asteroidi Nisa.
Norberto Lopez è un ingegnere informatico americano. Ha partecipato allo sviluppo di aspetti chiave dello strumento di mappatura dei piccoli corpi (Small Body Mapping Tool) utilizzato dalla missione OSIRIS-REx per comprendere e valutare la topografia di Bennu.